# 東京都大学サッカーリーグ
東京都大学サッカーリーグ（とうきょうとだいがくサッカーリーグ）とは、1968年から2022年まで行われた東京都及び山梨県サッカー協会（第1種学生の部）に登録された大学サッカー部によるサッカーリーグである。2023年に神奈川県大学サッカーリーグと統合し、関東大学サッカーリーグ東京・神奈川が発足した。

## 概要
関東大学サッカーリーグ東京・神奈川は、1～3部で構成される。（2025年度）
- 1部（12校）　2回戦総当たり
- 2部（10校）　2回戦総当たり
- 3部（9校）　2回戦総当たり
- 2021年度までは4部制で実施されていた。

1部リーグ上位2校は関東大学サッカーリーグ2部参入戦（関東大学サッカー大会）への出場権を有している。